# Chemins de fer fédéraux autrichiens
Les Chemins de fer fédéraux autrichiens (en allemand : Österreichische Bundesbahnen, en abrégé ÖBB) est l'entreprise ferroviaire publique autrichienne, officiellement créée par loi du 19 juillet 1923. Ils sont notamment présentes dans les domaines du transport de voyageurs, du transport de marchandises et réalise la gestion, l'exploitation et la maintenance du réseau ferré national appartenant à l'État.

## Histoire
La compagnie des Chemins de fer impérials-royals autrichiens (k.k. Staatsbahnen, kkStB) est créée en 1884 par la nationalisation de plusieurs entreprises ferroviaires défaillantes dans les pays autrichiens (Cisleithanie) de la monarchie austro-hongroise. 
Mais intégrée auprès du ministère des Chemins de fer, la dissolution de l'Empire austro-hongrois après la Première Guerre mondiale entraîne le démantèlement de la société. En 1918, cette compagnie impériale disparait. Le réseau et le matériel sont partagés entre plusieurs compagnies nationales des États successeurs, dont les chemins de fer de l'Autriche allemande, renommée Chemins de fer de l'État autrichien (Österreichische Staatsbahnen, ÖStB) à la suite de la création de la Première République en 1919. Conformément à la loi portant adoption de la Constitution fédérale de l'Autriche (Bundes-Verfassungsgesetz, B-VG), ils opèrent sous la raison sociale de Chemins de fer fédéraux autrichiens (Österreichische Bundesbahnen) à partir de 1921.

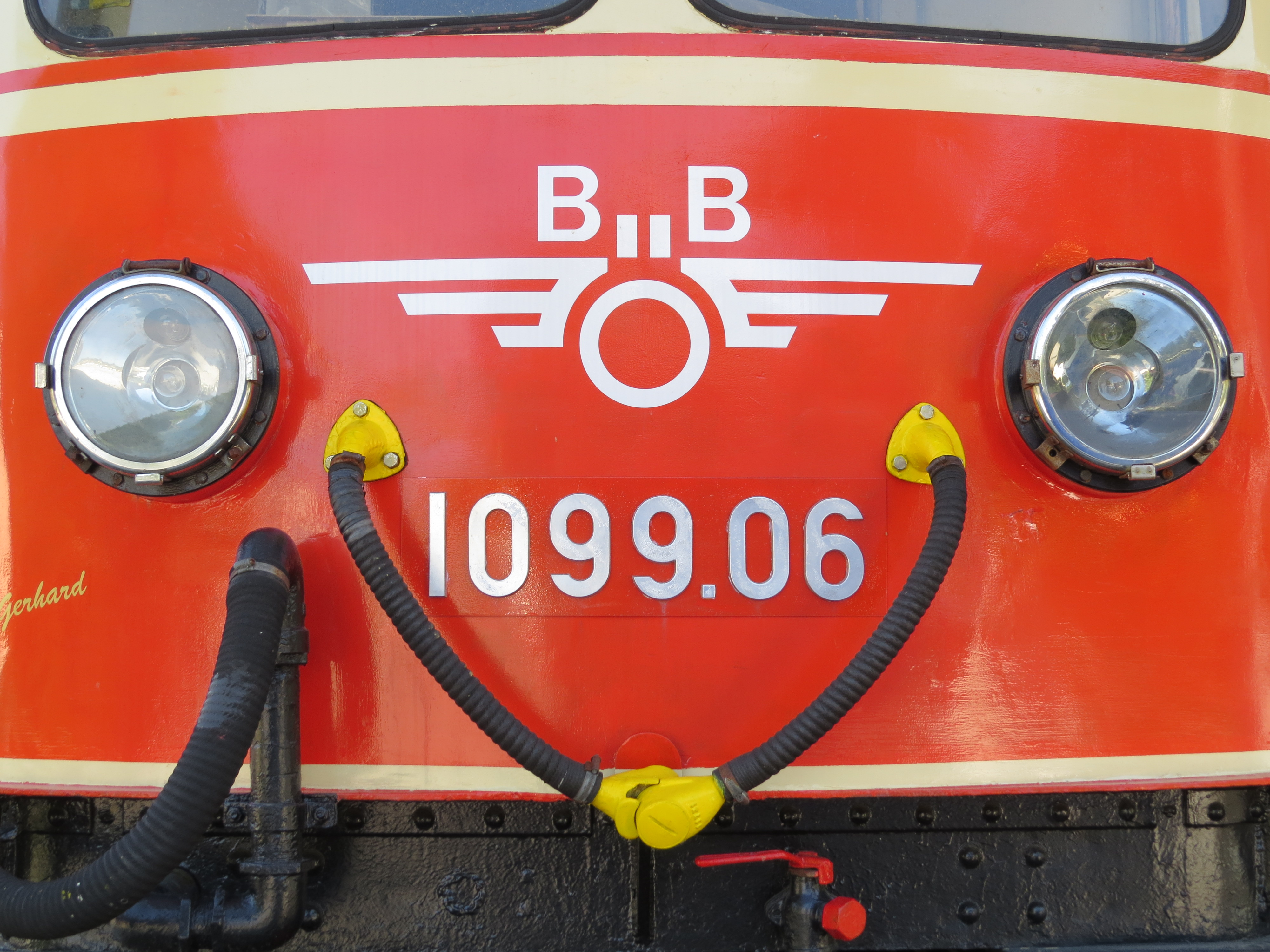
Premier insigne des ÖBB, utilisé jusqu'en 1974.

L'entreprise est détachée en tant que personne juridique du droit public par loi du 19 juillet 1923, adoptée sur l'initiative du gouvernement d'Ignaz Seipel. En ce temps-là, l'abréviation est BBÖ. Jusqu'à la crise économique des années 1930, les Chemins de fer contribuent largement au développement du tourisme en Autriche. Le 4 mars 1933, une grève dans les transports génère une crise constitutionnelle au travers de laquelle le chancelier Engelbert Dollfuss paralyse le Conseil national ouvrant le chemin de l'austrofascisme. À la suite de l’Anschluss de l'Autriche par l'Allemagne nazie en 1938, les BBÖ sont intégrés à la compagnie nationale Deutsche Reichsbahn (DRG) jusqu'en 1945.
Après la Seconde Guerre mondiale, le réseau autrichien se retrouve en grande partie détruit. Dans leurs efforts de reconstruction, les Chemins de fer accélèrent l'électrification. Commencée dès 1912, cette électrification s'étend sur la majorité des grandes lignes dans les années 1950. La dernière locomotive à vapeur en service régulier en voie normale, est arrêtée en 1978. Pour autant, plusieurs lignes à voie étroite sont exploitées par les ÖBB, la plus célèbre étant celle du chemin de fer de Mariazell (la Mariazellerbahn, avec un écartement de 760 mm).
En 2016, cette compagnie autrichienne rachète des voitures et des sillons à la Deutsche Bahn, la compagnie ferroviaire publique allemande. Elle lance des trains de nuit à travers l’Europe, une activité jugée insuffisamment rentable par la Deutsche Bahn. La même année 2016, la militante écologique Greta Thunberg lance  le mouvement dit de la « flygskam ou honte de prendre l'avion », redonnant toute sa vigueur à une des alternatives aux vols aériens, le train de nuit. En décembre 2020, sous le patronage de quatre ministres, en particulier de Leonore Gewessler, ministre autrichienne chargée du climat, de l’énergie et des mobilités, la compagnie autrichienne ÖBB signe avec la Société nationale des chemins de fer français (SNCF), la Deutsche Bahn et les Chemins de fer fédéraux suisses (CFF), un accord pour ouvrir de nouvelles lignes de train de nuit, dont le Paris-Vienne, sous la marque Nightjet,. En 2021, les chemins de fer fédéraux autrichiens commandent 20 équipements de trains Nightjet supplémentaires de sept voitures à Siemens Mobility pour d’autres lignes. ÖBB veut investir « dans l'avenir durable du transport », avec une offre confortable et attrayante pour les liaisons nocturnes,.

## Organisation

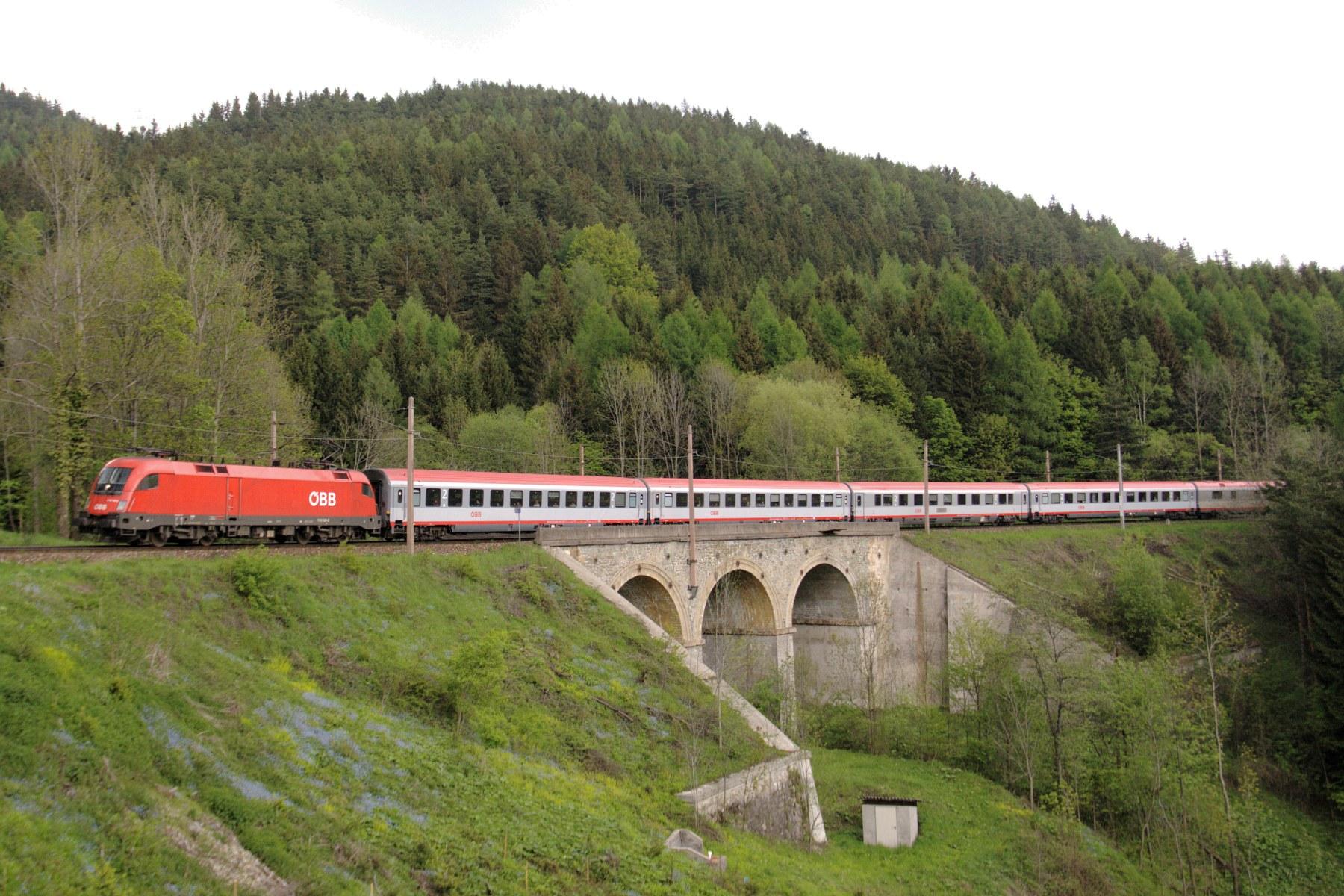
InterCity des ÖBB sur la ligne du Semmering tracté par une locomotive série 1116 « Taurus ».

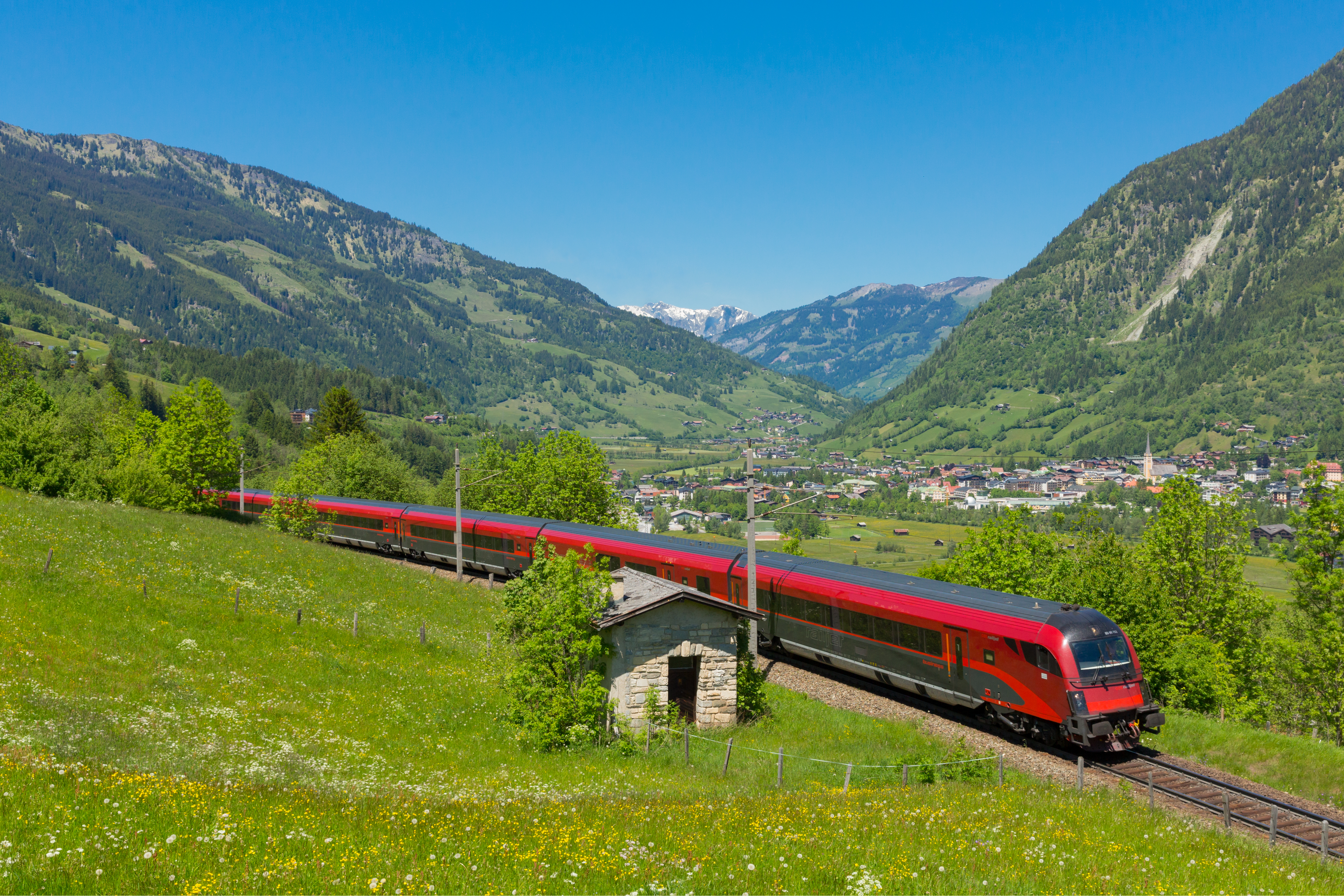
Le nouveau train ÖBB pour les relations nationales et internationales : le Railjet. Trois classes sont offertes à la clientèle.

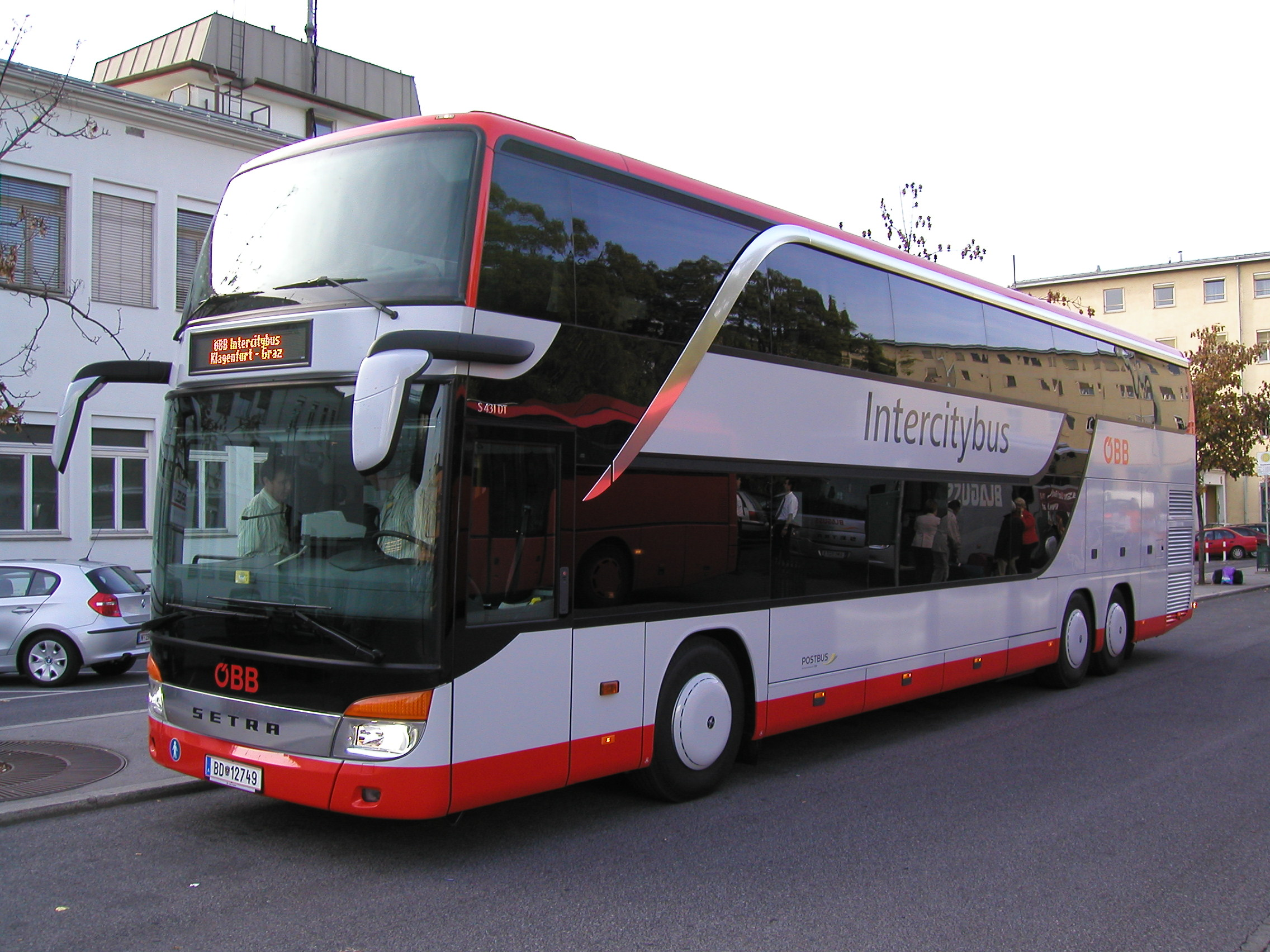
Autocar de la filiale ÖBB-Postbus GmbH.

Le 1er janvier 2005, une nouvelle structure a été mise en place :
- ÖBB-Holding AG (une holding qui donne un aperçu stratégique de la compagnie de chemins de fer) :
  - ÖBB-Dienstleistungs GmbH ;
  - ÖBB-Personenverkehr AG (transport de voyageurs) ;
  - Rail Cargo Austria AG (transport de marchandises).

Les filiales de ÖBB-Personenverkehr AG et Rail Cargo Austria AG sont :
- ÖBB-Traktion GmbH (fourniture des locomotives) ;
- ÖBB-Technische Services GmbH (services techniques et maintenance du matériel roulant) ;
- ÖBB-Postbus GmbH (service automobiles).

D'autres compagnies sont liées :
- ÖBB-Infrastruktur Betrieb AG (maintenance des voies ferrées, gares et ouvrages d'art) ;
- ÖBB-Infrastruktur Bau AG (lignes nouvelles et rénovations) ;
- Brenner Eisenbahn GmbH ;
- ÖBB-Immobilienmanagement GmbH.

## Logos

Logo « Pincette » légèrement modifié. Date de transition inconnue, jusqu'au 31 décembre 2004
Dernier logo en date, dont les formes du Ö initial suggèrent maintenant un bouton marche/arrêt.
Un mélange de  « Pincette »  et de logo ÖBB, 1998